# فدراسیون فوتبال ساحل عاج
فدراسیون فوتبال ساحل عاج (فرانسوی: Fédération Ivoirienne de Football, FIF‎) نهاد اداره‌کننده مسابقات فوتبال و فوتسال در کشور ساحل عاج است.
این فدراسیون که در سال ۱۹۶۰ تأسیس شده عضو کنفدراسیون فوتبال آفریقا و فیفا نیز می‌باشد و مقر آن در شهر الجزیره است.